# Wapen van Grenada

Wapen van Grenada

Het wapen van Grenada werd in 1974 bij de onafhankelijkheid verleend.

## Beschrijving
Het schild in het wapen wordt in vieren gedeeld door een gouden kruis. Midden op dit kruis staat het schip van Christoffel Columbus afgebeeld, de Santa María. In het vlak rechtsboven en in het vlak linksonder staat de Britse leeuw op een rode achtergrond. De andere twee vlakken hebben een groene achtergrond met daarop een gouden halve maan met daarboven een gouden lilium.
Boven het schild staat een gouden helm met een krans van twijgen van de bougainvillea. In deze krans staan weer zeven rode rozen, die voor de zes gemeenten van Grenada staan en een voor de gebieden met de status dependency.
Als schildhouder is een gordeldier afgebeeld met op zijn hoofd een maiskolf en aan de andere zijde een duif met een bananenboom. Beide dieren staan op een groen landschap met in het midden een meer. Ten slotte staat onderaan een zilveren band met de tekst: Ever conscious of God we aspire, build and advance as one people. (Altijd vertrouwend op God streven, bouwen en groeien we als een volk.).
De kleuren die gebruikt zijn in het wapen, komen overeen met de kleuren die zijn verwerkt in de vlag van Grenada.

## Symboliek
De halve maan staat symbool voor Maria. De leeuw staat voor een sterke natie en toont de band aan met de voormalige Britse kolonisator. De schildhouders staan voor de flora en fauna van het eiland. Het landschap waarop de schildhouders staan, staat voor het landschap met Mount Saint Catherine en Grand Etang Lake.
Antigua en Barbuda · Aruba · Bahama's · Barbados · Belize · Canada · Costa Rica · Cuba · Curaçao · Dominica · Dominicaanse Republiek · El Salvador · Grenada · Guatemala · Haïti · Honduras · Jamaica · Mexico · Nicaragua · Panama · Saint Kitts en Nevis · Saint Lucia · Saint Vincent en de Grenadines · Sint Maarten · Trinidad en Tobago · Verenigde Staten
Afhankelijke gebieden

Amerikaanse Maagdeneilanden · Anguilla · Bermuda · Britse Maagdeneilanden · Groenland · Guadeloupe · Kaaimaneilanden · Martinique · Montserrat · Navassa · Puerto Rico · Saint-Pierre en Miquelon · Turks- en Caicoseilanden